# هجوم بئيري
هجوم بئيري حصل في 7 أكتوبر 2023 أول أيام حرب عملية طوفان الأقصى، حين هاجم مسلحون متسللون بريًا من حركة حماس المدن الإسرائيلية، ومنها مستعمرة بئيري الواقعة بالقرب من قطاع غزة.

## خلفية
بئيري هي مستعمرة كيبوتس أسست في 6 أكتوبر 1946 شمال صحراء النقب في إسرائيل، وتقع اليوم في المنطقة الجنوبية إحدى المناطق الإدارية ال6 في إسرائيل، بالقرب من قطاع غرة، بلغ سكانها عام 2021 حوالي 1,050 نسمة، وهي تقع تحت إدارة مجلس إشكول الإقليمي.

## هجوم
بدأ الهجوم كأولى عمليات طوفان الأقصى فجر 7 أكتوبر حين تسلل مسلحون إلى غلاف غزة، بلغ عددهم تقريبًا 70 شخصًا يتبعون كتيبة النصيرات بقيادة عيد الرحمن إحدى كتائب عز الدين القسام التابعة لحركة حماس، بالتزامن مع إطلاق وابل من الصواريخ على المنطقة، وهو ما عرقل وصول الجيش الإسرائيلي إلى المدينة، ووصل المسلحون إلى بئيري عبر التخفي في الغابات بعد شروق الشمس، واشتبكوا في البداية من فرقة الطوارئ المحلية، ومن ثم اكتسحوا أنحاء المدينة، حاولت القوات الإسرائيلية رد الهجوم عبر طائرة هليكوبتر وسيارة ضباط صغيرة في صباح اليوم نفسه، لكن تصدى لها المسلحون الفلسطينيون وقتلوا جنديًا واصابوا آخر، وبقيت المدينة تحت سيطرة فصائل المقاومة الفلسطينية حتى عصر اليوم، حيت أمرت القيادة الإسرائيلية بالهجوم بالطائرات والدبابات وقصف مناطق توغل المسلحين حتى لو كانت على حساب المستوطنين، مما أدى إلى قتل مستوطن ومسلحَين، وانسحاب المقاومين الفلسطينيين فيما بعد.
أدت عملية الهجوم إلى مقتل نحو 97 مستوطن إسرائيلي منهم 5 أفراد من نخبة وحدة شالداغ، واحتجاز حوالي 50 رهينة داخل المدينة نقل منهم 25 شخصًا داخل قطاع غزة كأسرى حرب، فيما نجى اثنان من رهينة الأسر، ومن بين القتلى كانت ناشطة السلام في مجال حقوق المرأة الإسرائيلية الكندية فيفان سيلفر.

## الرد
في 24 أكتوبر 2023، ورد أن الجيش الإسرائيلي قتل عبد الرحمن، نائب قائد كتيبة النصيرات، الذي قاد هجوم بئيري.
في 6 يناير 2024، أعلن الجيش الإسرائيلي والشاباك أن قائد كتيبة النصيرات إسماعيل سراج ونائبه الجديد أحمد وهبة، الذي حل محل الرحمن، قُتلا في غارة جوية.